# Zaburzenia mowy
Zaburzenia mowy – grupa zaburzeń obejmująca różne rodzaje trudności w zakresie mowy. Obejmują trudności w wysławianiu się, wady mowy, używanie niewłaściwych słów, a więc związane są z artykulacją, fonacją, tonem głosu, płynnością itd. Utrudnia to zrozumienie przekazu mówionego. Zaburzenia mowy związane mogą być także z ogólniejszymi zaburzeniami funkcji językowych.
Zaburzeniami mowy zajmuje się nie tylko medycyna, ale też psychologia, logopedia i lingwistyka.

## Podział zaburzeń mowy
Klasyfikacja przyczynowa (etiologiczna) zaburzeń mowy według Ireny Styczek obejmuje:
- zaburzenia mowy zewnątrzpochodne (egzogenne, środowiskowe), w których nie stwierdza się defektów anatomicznych, które można by uznać za przyczynę zaburzeń mowy;
- zaburzenia mowy wewnątrzpochodne (endogenne), w tym:         
  - dysglosja – zniekształcenie dźwięków mowy lub niemożność ich wytwarzania na skutek nieprawidłowej budowy narządów mowy lub obniżenia słyszalności;
  - dyzartria (anartria) – zniekształcenie dźwięków mowy lub niemożność ich wytwarzania na skutek uszkodzenia ośrodków i dróg unerwiających narządy mowne;
  - dyslalia (alalia) – opóźnienie w przyswajaniu sobie języka na skutek opóźnionego wykształcenia się funkcji pewnych struktur mózgowych;
  - afazja – utrata częściowa lub całkowita znajomości języka na skutek uszkodzenia pewnych struktur mózgowych;
  - jąkanie – zaburzenie płynności mowy (rytmu i tempa);
  - nerwice mowy (logoneurozy) – mutyzm, afonia, jąkanie, zaburzenia tempa mowy, modulacji siły i wysokości głosu u osób cierpiących na nerwice;
  - oligofazja – niedokształcenie mowy spowodowane upośledzeniem umysłowym;
  - schizofazja – mowa u osób chorych psychicznie

uszkodzenie
struktur kory mózgowej – alalia, dyslalia, afazja
·        
uszkodzenie
ośrodków podkorowych – anartria, dysartria
·        
upośledzenie
umysłowe – dylogia
·        
nieprawidłowa
budowa anatomiczna narządów mowy – dysglosje
·        
zaburzenia
emocjonalne – desphemie
·        
zaburzenia
osobowości – dysphrazje
·      
Zaburzenia
obwodowe – ich przyczyna leży na obwodzie, tj.: w obrębie analizatora
słuchowego, w narządach, które wykonują ruchy mowne i odbierają czucie tych
ruchów (nieprawidłowa budowa aparatu artykulacyjnego : wadliwy zgryz, rozległe
ubytki w uzębieniu, rozszczep podniebienia lub wargi, niedrożność nosa),
powstałe niezależnie od przyczyn mózgowych.
·      
zaburzenia
mowy pochodzenia ośrodkowego – ich przyczyna tkwi w nieprawidłowej strukturze i
funkcji ośrodkowego układu nerwowego, to jest w ośrodkach mowy w mózgu:
odbiorczych (czuciowych), nadawczych (ruchowych). Nieprawidłowa budowa lub
dysfunkcja OUN może prowadzić do zaburzeń analizy i syntezy zarówno w sferze
odbioru (percepcji mowy), jak i jej wytwarzania (aktu mowy). Mogą być
również utrudnione: różnicowanie dźwięków mowy i kinestetyczne różnicowanie
wykonywanych ruchów artykulacyjnych.
Symptomatologiczne:
- zaburzenia artykulacji lub percepcji głosek
- w wymowie sylab
- wyrazów
- w posługiwaniu się formami gramatycznymi lub mowy ciągłej
- zaburzenia rytmu, melodii, akcentu,
- zaburzenia głosu

Klasyfikacja objawowa (symptomatologiczna) zaburzeń mowy według Leona Kaczmarka:
W każdej wypowiedzi można wyróżnić – według L. Kaczmarka – trzy części składowe: treść(to, co mówimy), formę językową (to, jak mówimy) oraz substancję foniczną (to, za pomocą czego mówimy). Połączenie treści i formy umożliwia przekazywanie myśli.
Substancja foniczna jest natomiast nośnikiem, „medium” dla myśli. Wszystkie trzy części składowe wypowiedzi determinują trzy rodzaje zaburzeń mowy:
1.   
zaburzenia
treści – powstają w wyniku chorób umysłowych,
psychicznych-- schizofrenii, psychopatii. Objawiają się m.in. brakiem logiki w
budowanych tekstach, zakłóceniami w procesie uogólniania i abstrakcji,
niespójnością występującą w zbudowanych tekstach;
2.   
zaburzenia językowe (zaburzenia formy językowej) – są skutkiem ogniskowych uszkodzeń mózgu, a objawiają się niedokształceniem mowy lub jej brakiem, np.: alalia, afazja, agramatyzm, niemota, przejęzyczenie;
3.   
zaburzenia
substancji fonicznej: w płaszczyźnie:
–
suprasegmentalnej – jąkanie, rynolalia, bełkot, bradylalia, tachylalia, itp.;
–
segmentalnej (spowodowane np.: upośledzeniem słuchu, uszkodzeniem obwodowych narządów mowy i obwodowych narządów nerwowych, wpływami środowiska, itp.) –
dyslalia;
–
suprasegmentalnej i segmentalnej – palatolalia, mutyzm.
Zaburzenia – według Kaczmarka – polegają na braku kompetencji językowej lub na niedostatecznie wykształconej
sprawności w realizowaniu tekstu. Zniekształcenia wypowiedzi są zaś usterkami tekstu.
Zaburzenia treści:
1.       Zaburzenia procesu uogólniania i
abstrakcji
2.       Brak logiki w zbudowanych tekstach
3.       Zaburzenia ukierunkowania myślenia
Zaburzenia języka:
– niemota, … (analfabetyzm specyficzny)
– afazja, dysfazje … ruchowe, sensoryczne
– niedokształcenie mowy (konstytucjonalne, dziedziczne…)
– agramatyzm, dysgramatyzm…
– przejęzyczenie (lapsus lingua, lapsus calami)… transmutacja, metateza, elizja, epenteza, antycypacja wyrazów,
perseweracja wyrazów, kontaminacja)
Zaburzenia substancji – płaszczyzna suprasegmentalna:
1.       Jąkanie (balbuties, dysfemia, spazmofemia, lalo neuroza)
2.       Rhinolalia
3.       Głos i wymowa bezkrtaniowców (głos przełykowy)
4.       Utrata lub zaburzenia zdolności postrzegania i odtwarzania układów rytmicznych
5.       Zaburzenia głosowe: afonia… spastica, hysterica, dysforie: hiper i hipokinetyczne
6.       Fonastenia – zaburzenia siły głosu na skutek pracy mięśni oddechowych, głosowych (razestenia, klezastenia)
7.      
Giełkot (Polten, bredouillement, cluttering, tumulus, sermonis, paraphrasia, praeceps, bataryzm, paplanie)
8.       Bradylalia – zwolnienie tempa mówienia. Uszkodzenie układu pozapiramidowego i striparidalnego = zwolniona artykulacja
9.       Tachylalia – przyspiesznie tempa mówienia
Zaburzenia substancji – płaszczyzna segmentalna:
1.       Dyslalia: audiogenna, mechaniczna, funkcjonalna, uszkodzenia obwodowe
2.       Paralalie
3.       Moglilalie
4.       Dysortofonie
Płaszczyzna suprasegmentalna i segmentalna:
1.       Palatolalia
2.       Mutyzm:
–
całkowity
– wybiórczy

### Typologia według WHO
- opóźnienie rozwoju mowy (w kontekście opóźnienia mowy czynnej)
- Zaburzenia rozwoju mowy wynikające z:
  - zaburzeń słuchu – obwodowe i centralne
  - uszkodzeń centralnych ośrodków mowy – czuciowego i ruchowego na wielu piętrach OUN
  - upośledzenia umysłowego, towarzyszące MPDz
  - stanów emocjonalnych i zaburzeń zachowania
  - dziedziczenia, inne nieklasyfikowane, kombinacje kilku przyczyn

## Postacie zaburzeń mowy[1]
- rozwojowe zaburzenia mowy na podłożu neurologicznym
- zaburzenia mowy spotykane u dzieci, takie jak seplenienie, lelanie, reranie, jąkanie itp.
- alalia, dyslalia – zaburzenia mowy nabyte powstałe w wyniku uszkodzenia aparatu mowy lub, według innych definicji, zaburzenia rozwojowe[potrzebny przypis]
- afonia, dysfonia – upośledzenie fonacji, bezgłos i chrypka wywołane uszkodzeniami krtani, bądź czynnikami psychogennymi
- afazja, anartria, dyzartria – zaburzenia mowy nabyte w wyniku uszkodzenia układu nerwowego
- parafazja